# Richard Dawson (cầu thủ bóng đá, sinh năm 1962)
Richard Dawson (sinh ngày 6 tháng 7 năm 1962) là một cựu cầu thủ bóng đá người Anh thi đấu ở vị trí hậu vệ ở Football League cho York City và ở bóng đá non-league for New Earswick, Scarborough, Frickley Athletic, Boston United, Goole Town, Chorley, Northwich Victoria và Harrogate Town.
Ông cũng dẫn dắt Bridlington Town trong một thời gian ngắn và là cầu thủ-huấn luyện viên của Mossley A.F.C. năm 1994.